# Lobonya
Lobonya (szlovákul Lubina) község Szlovákiában, a Trencséni kerületben, a Vágújhelyi járásban.

## Fekvése
Vágújhelytől 8 km-re északnyugatra fekszik.

## Története
A község területén már a bronzkorban is éltek emberek.
Első írásos említése 1392-ből származik, amikor Luxemburgi Zsigmond a csejtei váruradalommal együtt hívének, Stíbor vajdának adja. A 15. században husziták érkeztek erre a vidékre. A községben a mai napig is élnek a huszita hagyományok, ahol Husz János ünnepségeket tartanak. A cseh menekültek érkezésével fellendült a kézművesség, molnárok, asztalosok, fazekasok tevékenykedtek. A legjelentősebb mégis a vászonszövés volt.
1568-ban 15 jobbágytelken 25 zsellér élt a településen. 1715-ben 94 háztartása és két malma létezett, valamint szőlőhegy található a községben. 1753-ban 26 családja és 146 lakosa volt. 1787-ben a település 263 házát 2313-an lakták. Evangélikus népiskoláját 1783-ban alapították. 1828-ban 138 házában 2376 lakosa élt. Évenként négy vásár tartására kapott jogot. Lakói mezőgazdasággal, gyümölcstermesztéssel, szoknyakészítéssel foglalkoztak.
Vályi András szerint "LUBINA. Tót falu Nyitra Várm. földes Ura G. Erdődi Uraság, lakosai katolikusok, és többen evangelikusok, fekszik Alsó Bodfalvához nem meszsze, és annak filiája, határja is ahhoz hasonlító."
Fényes Elek szerint "Lubina, tót falu, Nyitra vmegyében, Ó-Turához 1/2 órányira, hegyek közt: 132 kath., 2222 evang., 38 zsidó lak. Evang. anyaszentegyházzal. Sok erdő; nagy marha- és juhtartás. F. u. a csejthei uradalom. Ut. p. Galgócz."
A trianoni békeszerződésig Nyitra vármegye Vágújhelyi járásához tartozott.

## Népessége
| Év:            | 1994. | 2004.   | 2014.   | 2024.   |
| -------------- | ----- | ------- | ------- | ------- |
| Emberek száma: | 1561  | 1465    | 1385    | 1505    |
| Eltérés:       |       | -6,14 % | -5,46 % | +8,66 % |

| Év:            | 2023. | 2024.   |
| -------------- | ----- | ------- |
| Emberek száma: | 1478  | 1505    |
| Eltérés:       |       | +1,82 % |

1910-ben 3420, túlnyomórészt szlovák lakosa volt.
2001-ben 1457 lakosából 1443 szlovák volt.
2011-ben 1425 lakosából 1289 szlovák.

## Nevezetességei
- Evangélikus temploma 1783-84-ben épült.

## Híres emberek
- Itt született 1836-ban Holuby József botanikus.

## Külső hivatkozások
- Hivatalos oldal
- Községinfó
- Lobonya Szlovákia térképén
- A község a szlovák múzeumok honlapján
- E-obce.sk[halott link]